# Nowy Adamów
Nowy Adamów [pronunciación en polaco: /ˈnɔvɨ Unˈdamuf/] es un pueblo ubicado en el distrito administrativo de Gmina Aleksandrów Łódzki, dentro del Distrito de Zgierz, Voivodato de Łódź, en Polonia central. Se encuentra aproximadamente a 5 kilómetros al oeste de Aleksandrów Łódzki, a 13 kilómetros al oeste de Zgierz, y a 17 kilómetros al oeste de la capital regional Łódź.
El pueblo tiene una población de 140 habitantes.